# Придворная конюшенная контора

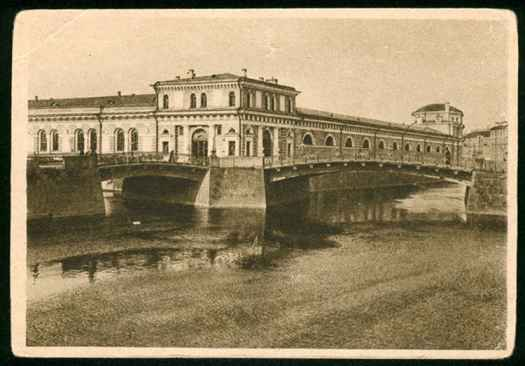
Вид на здание Конюшенного ведомства от реки Мойки, открытка начала XX века

Придво́рная коню́шенная контора — в Российской империи в Министерстве Императорского Двора канцелярия, заведовавшая всеми расходами на содержание конских ассигнованных заводов.
Контора размещалась в Санкт-Петербурге в собственном доме — здании придворных конюшен между Конюшенным и Театральным мостами, построенном в 1823 году на месте прежних конюшен, выстроенных ещё в 1721 году при Петре I. Придворным конюшням принадлежал также комплекс зданий, отделявшийся от главного здания Конюшенной площадью, и включавший мастеровой двор, конюшни, экипажные сараи и Конюшенный музей. Жилые и служебные корпуса комплекса располагались поблизости, на нечётной стороне набережной канала Грибоедова.
Общее присутствие (заседание) конторы состояло из председателя — обер-шталмейстера, пяти шталмейстеров и двух советников.